# Руски језик у Србији
Традиција учења руског језика у Србији настала је у првој половини 18. века. У истом и наредним вековима руски језик, као и саборна верзија црквенословенског језика, били су близу да заузму место јединственог књижевног и свакодневног језика Срба. Међутим, долази до књижевне реформе Вука Караџића, власти Аустроугарске такође 1868. усмеравају развој српског језика на путеве искључивања руског утицаја.
Касније је популарност руског језика у Србији осцилирала услед промена у билатералним односима Србије и Русије, као и њихових историјских формација. Врхунац популарности руског језика у Републици Југославији, која је настала после Другог светског рата и обухватала је Србију, била је 1960-1970-их година, када се руски језик изучавао у српским школама готово свуда. До краја 1980-их, више од половине становника Србије је у овој или оној мери говорило руски.
После распада СССР-а, Источног блока и саме Југославије, положај руског језика у Србији је био веома пољуљан. Од 2021. године, руски је четврти најпопуларнији страни језик у Србији после енглеског, немачког и француског. Истовремено, руски језик је задржао значај у области православног образовања и општења, водећи у српским енклавама на Косову и Метохији.

## Историја
У августу 1725. године, на молбу Мојсија Петровића, митрополита београдско-карловачког, из Синода је у Србију послат учитељ Максим Суворов, „да учи децу латинског и црквенословенског говора“. Добио је плату од 300 рубаља годишње. Суворов је са собом донео много руских књига, седамдесет словенских граматика, десет лексикона на три језика, 400 буквара. Године 1726. водио је словенску школу, отворену у Сремским Карловцима у северној Србији (у то време на територији Хабзбуршке монархије). Године 1733. директор школе је постао још један руски поданик, дипломац Кијевског колегијума, Емануел Козачински.  Убрзо је црквенословенски у руском издању постао богослужбени језик у Српској православној цркви. Срби дуго времена нису имали јединствен књижевни језик, а световна дела су настајала како на народном, тако и на црквенословенском, руском, као и у њиховој синтези, славеносрпском језику, који је од почетком 19. века постала је распрострањена међу образованим становништвом Војводине и српске дијаспоре у другим деловима Хабзбуршке монархије. Сви ови језици, укључујући и књижевни руски, претендовали су да буду јединствени језик Срба. Међутим, до 1868. године власти Аустроугарске монархије званично су спровеле у дело пројекат реформатора Вука Караџића, заснован на новоштокавском народном дијалекту. Језик који је предложио Караџић постао је основа за савремени књижевни српски језик.
Седамдесетих година 19. века, у периоду коначног ослобођења балканских Словена од власти Османског царства, у којем су акције Русије играле одлучујућу улогу, почело је изучавање руског језика у низу образовних институција Књажевства Србије. Почео је да се предаје у богословијама, у Вишој женској школи, Педагошкој школи, Војној академији и у "Великој школи" (1905. претворена у Београдски универзитет). 
После Октобарске револуције хиљаде руских избеглица и емиграната завршило је у Европи, чијим снагама и потребама је отворено око 110 руских школа, углавном основних. У Србији (КСХС), где се појавио највећи број оваквих школа , населило се око 35 хиљада бивших руских држављана, више од 5 хиљада руске деце је било у школама. Краљ Александар Први Карађорђевић, сам дипломац Пажевског корпуса у Санкт Петербургу, створио је све услове за школовање деце из Русије, преузимајући на себе трошкове одржавања руских школа. У овим школама ученици из Русије су учили, између осталог, и српски језик, али се већина наставе одвијала на руском језику. 
Године 1945. године, након завршетка Другог светског рата, одлуком Министарства просвете која је управо основано од стране СФР Југославије, руски језик је уведен као обавезан предмет у српским гимназијама. Међутим, ускоро информативни и дипломатски совјетско-југословенски сукоб (1948-1953) на дуже време је замрачио односе двеју земаља. Разлог неслагања биле су разлике у идејама о социјализму и комунизма у совјетским и југословенским владајућим круговима. Москва оптужила Београд за одступање од интернационалног идеала марксизма у страну национализма, вођство Тита и приближавање Западу, потпуну рестаурацију капитализма. Сукоб је довео до готово потпуног нестанка дијаспоре која говори руски језик и истискивања руског језика из школа и Универзитета у Југославији. Познато је да је 1951. године само један студент уписао руски одсек Универзитета у Београду. Са смрћу Јосифа Стаљина 1953. године информативни рат је постепено нестајао, али његови ефекти су трајали још неколико година.
СССР под вођством Н. Хрушчова, а потом и Л. Брежњева, предузео је невиђене мере да обнови совјетско-југословенско пријатељство, а 1960-1970-те биле су време процвата руског језика у српским школама, изучавало га је више од половине школараца.  Истовремено, образовни систем је морао да се гради практично „од нуле“, у овај процес су били укључени како водећи совјетски стручњаци за руске студије, тако и представници руске дијаспоре који се односе на систем образовања и културе. Потоњи су постали аутори већине уџбеника и приручника за школе и универзитете, који су доживели многа прештампавања током наредних неколико деценија. 
Након Титове смрти 1980. године, Југославија је запала у дубоку системску политичку и економску кризу, праћену порастом национализма у савезним републикама и територијама. Позиција Совјетског Савеза и руског језика у земљи је стално опадала. Постепено, у српским школама, место првог страног језика који се учи од првог разреда заузима енглески, а руски постаје „други страни језик по избору“, који конкурише немачком и француском. Међутим, у то време у земљи је постојао вишак руских наставника, а у великом броју школа руски је остао једини „други страни језик“.  До краја 1980-их више од половине грађана земље говорило је руским језиком у Југославији, посебно у Србији. 
Распад СССР-а (1990-1991) заједно са распадом Источног блока (1991) претходио је дугом и изузетно болном распаду Југославије. 
Српски слависта Биљана Марић сматра да се већ почетком 21. века може говорити о урушавању руског језика у Србији. На територији Косова која није под контролом Београда, његово изучавање је потпуно укинуто 1999. године. До наглог смањења наставе руског језика у српским школама дошло је у периоду од 2002. до 2004. године. Овај процес није одобрен од стране Министарства просвете и одвијао се уз подршку званичника. Одлуку су, по правилу, доносили на локалном нивоу директори школа који су следили захтеве родитеља. Уместо русиста који су отишли у пензију или отишли из других разлога, регрутовани су наставници других језика, често нискоквалификовани: пре свега немачког, затим француског, италијанског, шпанског. Било је случајева привлачења наставника кинеског и јапанског језика, упркос непостојању традиције наставе ових предмета у систему средњег образовања Србије. 
| 1990.     | 2004.     | 2010.     | Број становника (2010) | Проценат људи који знају руски (2010) |
| --------- | --------- | --------- | ---------------------- | ------------------------------------- |
| 4 200 000 | 2 100 000 | 1 400 000 | 7 121 000              | 19, 7%                                |

### Савремено доба
Готово сва деца у Србији уче енглески у основној школи и по закону не могу да га замене приликом преласка у средњу школу. Сходно томе, у основним (осмогодишњим) и средњим (четворогодишњим) школама руски се учи само као други страни језик по избору. Број школа са безалтернативним руским као другим страним језиком је изузетно мали, на пример, од 2015. године у Београду су постојале само 3 такве школе. 
Све у свему, број школа са наставом руског језика и даље опада, заједно са количином и професионалним нивоом наставника. Сами наставници као узроке овог феномена наводе:
- самовољу директора,
- забрану промене првог страног језика у процесу учења, [2]
- низак престиж руског језика у односу на немачки и француски. [2]

Године 2012. око стотину наставника руског језика и књижевности потписало је отворени апел у одбрану својих предмета:

"Огромном броју деце и омладине у Србији ускраћује се могућност да се упознају са великом руском културом и цивилизацијом. Нема логике да је за српског ђака важније да упозна две западне цивилизације, а да о највећој словенској, кроз своје школовање не сазна ништа."— Наставници руског језика у Србији
Срби такође често износе мишљење да руски језик није потпуно стран, већ само „мало измењен српски“, па га нема смисла изучавати. 
Студија српског филолога Јелене Гинић, објављена 2018. године, показала је да „20% ученика учи руски као други страни језик у основној школи, а само 1% учи руски као први страни језик“. На српским универзитетима настава руског језика на хуманистичким наукама сведена је на два или чак један семестар. Изузетак остају богословски факултети, где се руски језик даје 4 семестра по 2 часа недељно, као и 1 семестар на магистратури. Генерално, слична ситуација је уочена у Републици Српској.
Руски је, према подацима Министарства просвете Србије за 2020. годину, четврти најпопуларнији језик међу ученицима основних и средњих школа, учило га је око 68 хиљада људи (енглески - 715,8 хиљада, немачки - 166 хиљада, француски - 100 хиљада). .
На неким српским територијама, са друге стране, расте интересовање за руски језик. Ово може бити манифестација грађанско-патриотске позиције, пре свега у северним енклавама Косова и Метохије, где доминира српско становништво,  али ови региони доживљавају акутни недостатак квалификованих руских наставника.   Међу осталим разлозима растуће популарности руског језика 2010-их су велики заједнички пројекти који су довели до ширења руског присуства: куповина компаније Нафтна индустрија Србије од стране Газпром њефта, радови на пројекту гасовода Јужни ток ( што на крају није спроведено), повећање туристичког тока из Русије у Србију и Црну Гору. 
Студије показују да је генерално у Србији потражња за руским језиком већа од понуде од стране државе. Делимично овај захтев задовољавају приватне школе страних језика и образовни центри, као и неке локалне, руске и међународне организације  .

### Организације и пројекти за подршку руском језику
У Србији је активно неколико главних извора подршке руском језику. Славистичко друштво Србије, најстарија таква јавна организација, основано је 1948. године и крајем 2011. године имало је 397 чланова. Друштво спроводи курсеве усавршавања, семинаре, праксу, тестирање.  
Славистички савез града Новог Сада и АК Војводине, основан 2000. године, има 78 чланова. Друштво русиста Косово и Метохија делује од 2010. године, чини га 200 чланова. 
У Београду постоји једно од скоро стотину иностраних представништава  Росотрудничества Министарства иностраних послова Русије за промоцију руског језика, руске науке и културе, Руски центар за науку и културу („Руски дом“), главни је центар руске културе у Србији. Овде се налази једна од највећих руских библиотека у Европи и биоскопско-концертна сала са 390 места. Неколико стотина људи сваке године похађа курсеве руског језика у Руском дому.  Више од 250 људи учи руски језик у амбасади Русије у Србији. 
Нафтна индустрија Србије (НИС), компанија у 51% власништву Газпрома, подржава руски језик: финансирањем конкурса, исплатом стипендија за школовање у Русији, набавком савремене образовне опреме и наставног материјала за школе. У 2014. години, уз финансијску подршку НИС-а, започето је образовање у двојезичним руско-српским одељењима у две школе, у градовима Новом Саду (33 ученика) и Алексинцу (24 ученика). 
Један број руских универзитета има специјализована одељења и редовне програме обуке руског језика (летње школе) за студенте из различитих земаља, укључујући Србију. Постоје пројекти за онлајн наставу руског језика са интерфејсом на српском или енглеском језику. Од државних руских институција, такве онлајн пројекте је покренуо, на пример, Московски државни универзитет. Ломоносов и ТВ канал Раша Тудеј.